# Marketing zakupów
Marketing zakupów – przemyślany zespół decyzji i działań przedsiębiorstwa produkcyjnego określający jego politykę i strategię w zakresie zaopatrzenia w środki produkcji, pozwalający na sprawne dokonanie zakupów każdego konkretnego asortymentu z najbardziej korzystnych źródeł oraz uzyskanie wpływu na działanie dostawców i procesy zachodzące na reprezentowanych przez nich rynkach.

## Podstawowe fazy marketingu zakupów
- Analiza rynku z punktu widzenia podaży określonego wyrobu
- Zapytanie ofertowe
- Znalezienie (zdobycie) najbardziej odpowiedniego dostawcy
- Proces negocjacyjny
- Zawarcie umowy – zakup
- Najkorzystniej kupić (cel pośredni)
- Maksymalizacja zysku (cel końcowy)
- Uzyskanie wpływu na działanie dostawców i rynek (cel dodatkowy)

## Warunki efektywnego wykorzystania marketingu zakupów
Marketing zakupów znajduje pełne zastosowanie tylko w warunkach gospodarki rynkowej i na rynku środków produkcji – surowców, materiałów, półfabrykatów i wyżej przetworzonych elementów maszyn i urządzeń.
Zastosowanie marketingu zakupów i uwzględnienie większości przesłanek, branych pod uwagę przy analizie i podejmowaniu decyzji jednorazowego zakupu lub zawarciu stałej umowy przewidującej dostawy sukcesywne, ma jednak sens w warunkach względnej lub pełnej równowagi rynkowej charakteryzującej się występowaniem odczuwalnej konkurencji, w tym także konkurencji dostawców zagranicznych (import)

## Podstawowe przesłanki decyzji podejmowanych w ramach marketingu zakupów
- Precyzja terminów dostawy
- Negocjowanie ceny towaru
- Lokalizacja dostawy (koszty transportu)
- Warunki gwarancji
- Warunki reklamacji
- Elastyczność organizacyjna i ekonomiczna
- Warunki płatności
- Relatywna jakość
- Ogólna opinia o dostawcy
- Opinia specjalistyczna (technika i finanse)
- Więzi nieformalne, ocena współpracy
- Elastyczność techniczna